# Irene Gysi
Irene Olga Lydia Gysi, geborene Irene Lessing (* 10. März 1912 in St. Petersburg, Russisches Kaiserreich; † 6. Mai 2007 in Berlin), war eine deutsche Widerstandskämpferin gegen den Nationalsozialismus und Kulturpolitikerin in der Deutschen Demokratischen Republik (DDR). Sie war Verlagsleiterin, langjährige Funktionärin im Ministerium für Kultur der DDR und von 1978 bis 1988 Direktorin des DDR-Zentrums des Internationalen Theaterinstituts der UNESCO.

## Leben
Irene Gysi war die Ehefrau des DDR-Kulturministers Klaus Gysi, Mutter der Chef-Dramaturgin der Volksbühne Gabriele Gysi und des Politikers Gregor Gysi sowie die Schwester des DDR-Diplomaten Gottfried Lessing (1914–1979) und Schwägerin der Literaturnobelpreisträgerin Doris Lessing.
Gysi, Tochter des wohlhabenden deutschen Fabrikbesitzers Gottfried Lessing (1877–1950) und der deutsch-russischen Adeligen Tatjana von Schwanebach, wurde in Russland geboren. Nach dem Ausbruch des Ersten Weltkriegs wurde die Familie ausgewiesen und ging nach Berlin. Irene Lessing schloss die Volksschule ab und erwarb an einem Gymnasium in Berlin-Zehlendorf das Abitur. Von 1931 bis 1935 studierte sie in Berlin, an der Sorbonne in Paris und an der School of Economics in London Volkswirtschaft. Sie lernte Klaus Gysi kennen, den sie 1945 heiratete.
1937 hielt sie sich zeitweise bei ihrem Bruder Gottfried in Südafrika auf. Im selben Jahr wurde sie Mitglied der Kommunistischen Partei Deutschlands (KPD). 1939 ging sie in die Emigration nach Frankreich und war kurzzeitig im Frauenlager Gurs in den Pyrenäen interniert. 1940 kam sie frei, ging im Parteiauftrag mit ihrem späteren Mann Klaus Gysi zurück ins nationalsozialistische Deutschland und leistete illegale Widerstandsarbeit. Von 1941 bis 1945 war sie freie Mitarbeiterin des katholischen Verlags Hoppenstedt & Co. in Berlin und verfasste unter anderem Firmenjubiläumsschriften.
Nach dem Ende des Zweiten Weltkriegs trat Gysi erneut in die KPD ein und wurde 1946 durch die Zwangsvereinigung der Sozialdemokratischen Partei Deutschlands (SPD) mit der KPD in der Sowjetisch besetzten Zone Deutschlands Mitglied der Sozialistischen Einheitspartei Deutschlands (SED). Sie war als freie Mitarbeiterin für die Berliner Zeitung tätig und war Mitbegründerin und bis 1946 Redakteurin der ersten Frauenzeitschrift in der sowjetischen Besatzungszone, der Frau von heute in Berlin.
Ende 1946 ging Gysi in die Politik und wurde Hauptabteilungsleiterin für Wirtschaft bei der Deutschen Wirtschaftskommission, der zentralen deutschen Verwaltungsinstanz in der sowjetischen Besatzungszone, die bis zur Gründung der DDR 1949 regierungsähnliche Funktionen ausübte. 1949 wechselte Gysi als Verlagsleiterin zum Verlag Kultur und Fortschritt Berlin. 1951 kam es in der DDR in allen Bereichen zur Ablösung vieler Funktionäre, die während der nationalsozialistischen Diktatur in westeuropäischen Ländern im Exil gelebt hatten. Als sogenannte Westemigrantin wurde auch Gysi als Verlagsleiterin abgelöst.
Von 1951 bis 1956 war Gysi Verlagsleiterin des Verlags Rütten & Loening in Berlin. 1956 wurde sie weitgehend rehabilitiert und Leiterin der Hauptverwaltung für Internationale Beziehungen im Ministerium für Kultur der DDR und blieb dies für mehr als zwanzig Jahre. Als Hauptabteilungsleiterin übernahm sie die Aufgaben einer Staatssekretärin, ohne diese Funktion formal zu erhalten. 1959 wurde die Ehe mit Klaus Gysi geschieden. 1978 wurde Gysi Direktorin des DDR-Zentrums des Internationalen Theaterinstituts der UNESCO für die DDR. 1988 ging sie in den Ruhestand.

## Ehrungen
- Vaterländischer Verdienstorden in Silber (1972)[4] und in Gold (1977)[5]
- Stern der Völkerfreundschaft in Silber (1982)[6] und in Gold (1987)[7]